# Hussein Kamel
Hussein Kamel (Arabă: السلطان حسين كامل‎, Turcă: Sultan Hüseyin Kamil Pașa) n. 21 noiembrie 1853 - d. 9 octombrie 1917 a fost sultanul Egiptului de la 19 decembrie 1914 până la 9 octombrie 1917, în timpul protectoratului britanic în Egipt. 
Hussein Kamel a fost fiul lui Khedive Isma'il Pasha, care a condus Egiptul între anii 1863 și 1879. Hussein Kamel a fost declarat sultan al Egiptului la 19 decembrie 1914, după ce forțele ocupante britanice l-au înlăturat pe nepotul său, Khedive Abbas Hilmi II, la 5 noiembrie 1914. Sultanatul nou creat din Egipt a fost declarat protectorat britanic. Aceasta a pus capăt suveranității otomane de jure asupra Egiptului, care a fost în mare parte nominală de la ridicarea la putere a lui Muhammad Ali în 1805.

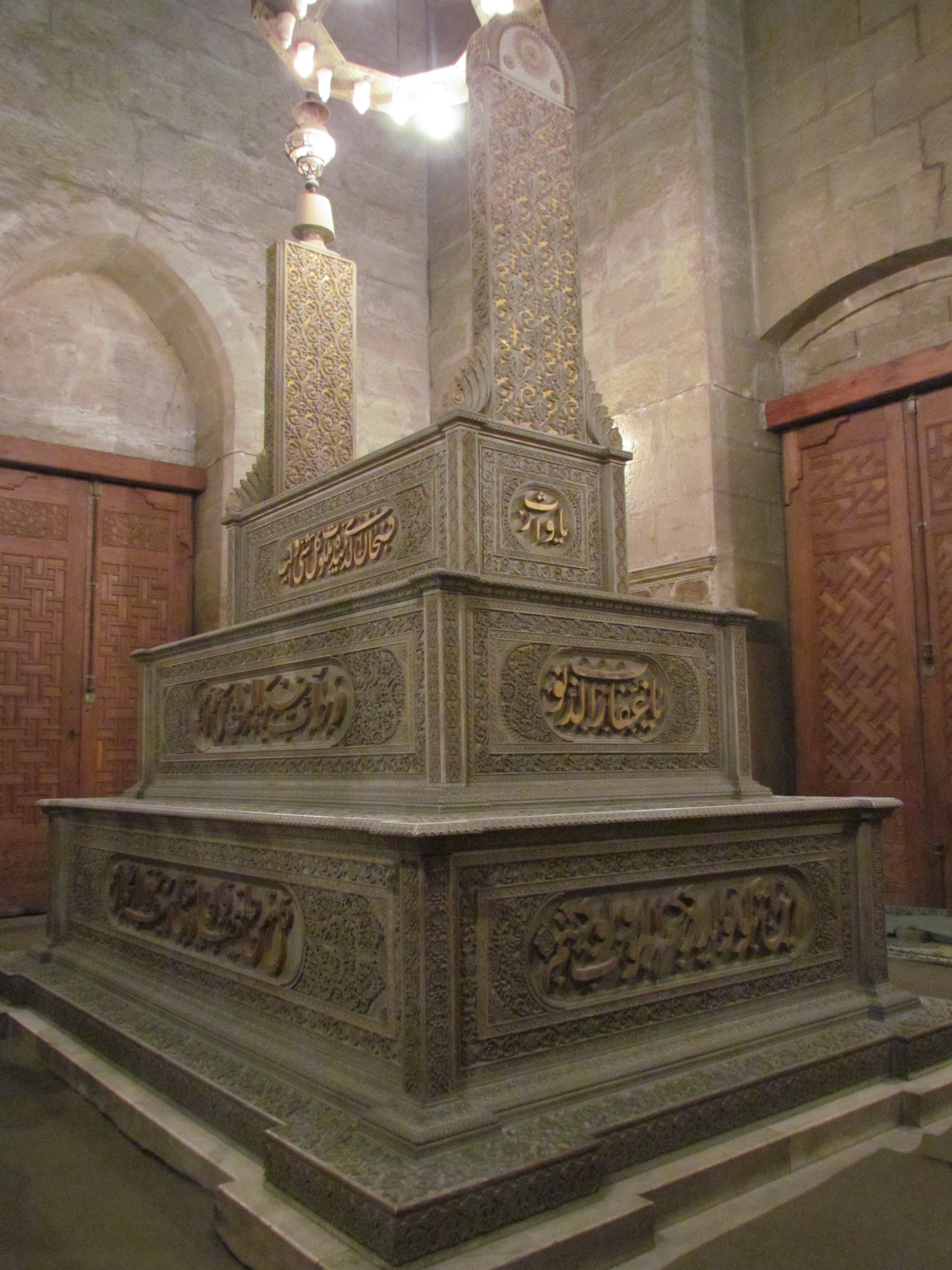
Mormântul sultanului Hussien Kamel în Moschea Refaii - Cairo

După moartea lui Hussein Kamel, singurul său fiu, prințul Kamal al-Din Husayn, a refuzat succesiunea, iar fratele lui Hussein Kamel, Ahmed Fuad a urcat pe tron ca Fuad I. La începutul romanului lui Naguib, intitulat Mahfouz Palace Walk, Ahmad Abd al-Jawwad spune: "Ce este un om bun, prințul Kamal al-Din Husayn, știi ce a făcut el?" A refuzat să urce pe tronul tatălui său atât timp cât britanicii sunt la conducere".
Fotografiile stereoscopice ale procesiunii de înmcoronare și procesiunii de înmormântare a Sultanului Hussein sunt disponibile în Biblioteca Digitală a Cărților Rare și a Colecțiilor Speciale ale Universității Americane din Cairo.

## Onoruri
- Ordinul Imperiului Otoman, clasa I
- Imperiul Nobilimii Otomane, clasa I
- Cavaler al Ordinului Franz Joseph, Austro-Ungaria , clasa I, 1869
- Mare Crucea Ordinului Sabiei, Suedia , 1891
- Cavaler Mare Cruce al Ordinului Bath (GCB), Marea Britanie, 1914
- Mare Cruce al Legion d'Honneur, Franța, 1916
- Mare Cruce a Ordinului Sfinților Maurice și Lazăr, Regatul Italiei , 1916
- Mare Crucea a Ordinului Răscumpărătorului, Regatul Greciei , 1916
- Marea Cruce a Ordinului „Coroana României”, 1916
- Marea Cruce a Ordinului lui Leopold al II-lea, Belgia, 1917

| Hussein Kamel 21 NoiembrieNaștere: 1853 9 October Deces: 1917 Dinastia Muhammad Ali |                                                                      |                  |
| Titluri regale                                                                      |                                                                      |                  |
| Predecesor: Abbas II al Egiptului                                                   | Sultan al Egiptului și Sudanului 19 December 1914 - 9 octombrie 1917 | Succesor: Fuad I |